# Susan Shaw
Susan Shaw (29 de agosto de 1929 - 27 de noviembre de 1978) fue una actriz de  nacionalidad británica.

## Biografía
Nacida en Londres, Inglaterra, Shaw empezó su carrera en el cine en 1946 cuando fue contratada por J. Arthur Rank, aprendiendo interpretación con la The Company of Youth. Debutó en el cine con la película Walking on Air, y su fama se consolidó con filmes como la Trilogía Huggetts, junto a Jack Warner.
Su matrimonio con Albert Lieven, con el que tuvo una hija, acabó en divorcio en 1953, y en 1954 se casó con el actor Bonar Colleano, con el cual trabajó en la cinta Pool of London (1951). En 1955 nació su hijo Mark, y en 1958 Colleano falleció en un accidente de tráfico. Muy afectada por la muerte de Colleano, Shaw cayó en el alcoholismo e, incapaz de cuidar a su hijo, cedió su crianza a la abuela paterna.
Aunque reinició su carrera, fue incapaz de trabajar con regularidad, actuando por última vez en el año 1963. Susan Shaw falleció en Middlesex, Inglaterra, a causa de una cirrosis hepática. Sus restos fueron incinerados en el Crematorio de Golders Green.

## Filmografía (selección)
- 1946 : London Town
- 1947 : It Always Rains on Sunday
- 1947 : The Upturned Glass
- 1947 : Holiday Camp
- 1948 : My Brother's Keeper
- 1948 : London Belongs to Me
- 1948 : Quartet
- 1948 : Here Come the Huggetts
- 1948 : To the Public Danger
- 1949 : It's Not Cricket
- 1949 : Vote for Huggett
- 1949 : The Huggetts Abroad
- 1949 : Marry Me!
- 1949 : Train of Events
- 1950 : The Woman in Question
- 1950 : Waterfront
- 1951 : Pool of London
- 1951 : There Is Another Sun
- 1952 : Wide Boy
- 1953 : The Intruder
- 1953 : Small Town Story
- 1954 : The Good Die Young
- 1954 : Time Is My Enemy
- 1955 : Stock Car
- 1956 : Fire Maidens from Outer Space
- 1957 : Davy
- 1958 : The Diplomatic Corpse
- 1958 : Chain of Events
- 1959 : Carry On Nurse
- 1963 : The Switch